# Za-Kpota
Za-Kpota – miasto w Beninie, w departamencie Zou. Położone jest około 100 km na północny zachód od stolicy kraju, Porto-Novo. W spisie ludności z 11 maja 2013 roku liczyło 26 688 mieszkańców.